# Numenes strandi
Numenes strandi är en fjärilsart som beskrevs av Felix Bryk 1935. Numenes strandi ingår i släktet Numenes och familjen tofsspinnare. Inga underarter finns listade i Catalogue of Life.